# Kibawe
Kibawe (Bayan ng Kibawe) är en kommun i Filippinerna. Kommunen ligger på ön Mindanao, och tillhör provinsen Bukidnon. Folkmängden uppgår till 32 955 invånare.

## Barangayer
Kibawe är indelat i 23 barangayer.
| - Balintawak - Cagawasan - East Kibawe (Pob.) - Gutapol - Pinamula - Kiorao - Kisawa - Labuagon - Magsaysay - Marapangi - Mascariñas - Natulongan | - New Kidapawan - Old Kibawe - Romagooc - Sampaguita - Sanipon - Spring - Talahiron - Tumaras - West Kibawe (Pob.) - Bukang Liwayway - Palma |